# Hekla (Schiff, 1882–1883)
Die Hekla war ein dänisches Auswandererschiff, das nach weniger als einem Dienstjahr 1883 vor der norwegischen Küste auf Grund lief und zwei Tage später sank. Sie war das erste Schiff dieses Namens der Thingvalla-Linie („Dampskibs Selskabet Thingvalla“) in Kopenhagen. Die Reederei ließ bereits 1883/84 als Ersatz ihre zweite Hekla bauen.

## Bau und technische Daten
Das Schiff wurde 1881 auf der Werft von Kockums Mekaniska Werkstad in Malmö, Schweden, auf Kiel gelegt. Nach dem Stapellauf am 1. September 1881 wurde das Schiff am 12. Februar 1882 fertiggestellt. Die Hekla, ein als Schoner getakelter Dampfsegler mit eisernem Rumpf, geradem Heck, einem Schornstein und drei Masten, war 95,40 m lang und 11,94 m breit und mit 2.788 BRT vermessen. Ihre Dampfmaschine ergab über eine Schraube eine Reisegeschwindigkeit von 11 Knoten. Sie hatte Platz für 30 Passagiere in der Ersten, 228 in der Zweiten und 366 in der Dritten Klasse, dem Zwischendeck.

## Geschichte
Die Hekla machte insgesamt sechs Fahrten von Kopenhagen bzw. Christiania (Oslo) nach New York und zurück. Die siebente endete frühzeitig mit ihrem Untergang.
Am 25. März 1882 lief die Hekla aus Kopenhagen mit 500 Auswanderern zu ihrer Jungfernfahrt aus, die sie über Christiania, wo 211 weitere Passagiere zustiegen, und Christiansand nach New York führte. Ankunft in New York war am 12. April. Am 12. Mai 1882 lief sie von Christiania mit 221 Auswanderern zu ihrer zweiten Reise aus, kehrte aber bereits am 15. Mai mit Maschinenschaden nach Christiansand zurück, lief zur Reparatur weiter nach Kopenhagen und trat die Fahrt nach New York dann erst am 23. Mai an.
Die dritte Fahrt begann am 11. Juli in Christiania mit 180 Auswanderern und einer Ladung Zellstoff und Tran und endete am 25. oder 26. Juli in New York. Die vierte Fahrt von Christiania nach New York dauerte vom 24. August bis zum 6. September, die fünfte, auf der gleichen Route mit 147 norwegischen Passagieren, vom 19. Oktober bis zum 4. November, die sechste, wiederum mit norwegischen Auswanderern sowie einer aus Heringen, Sprotten, Tran, Hufeisen und Stahl bestehenden Ladung, vom 14. bis zum 29. Dezember 1882; auf der Rückfahrt fielen am 20. Januar 1883 zwei Matrosen im Sturm über Bord und ertranken.
Die siebente Fahrt war ihre letzte. Die Hekla verließ Kopenhagen am 13. Februar 1883, um wieder über Christiania nach New York zu laufen. Sie nahm am 14. Februar in Christiania weitere Passagiere auf, geriet dann aber am 15. Februar im Sydostgrunnen östlich von Sandefjord bzw. Nøtterøy bei etwa 59° 7′ N, 10° 35′ O auf Grund. Alle Passagiere und Besatzungsmitglieder sowie große Teile der Ladung konnten abgeborgen werden, ehe das Schiff dann am 17. Februar sank.